# ラットレース (映画)
『ラットレース』（Rat Race）は、2001年に製作されたローワン・アトキンソン出演のコメディ映画。

## 概要
『裸の銃を持つ男』シリーズなどで知られる映画監督のジェリー・ザッカーが監督をつとめた群集コメディ。『Mr.ビーン』で日本でも人気の高いローワン・アトキンソンをはじめ、『天使にラブソングを…』でお馴染みのウーピー・ゴールドバーグや、モンティ・パイソンのジョン・クリーズ、『ザ・エージェント』でアカデミー助演男優賞を受賞したキューバ・グッディング・Jrらが競演を果たしている。
軽妙なコメディ映画である本作だが、グッディングを含め、アカデミー賞を受賞した俳優が3人も共演している。また、劇中に登場する「ルーシーそっくりコンテスト」の参加者の一員として、本作の監督であるザッカーの母親がカメオ出演している。

## あらすじ
チャンスと欲望が渦巻くラスベガス。スロットマシーンから出てきた不思議なコインを手に、8人の男女が豪華ホテルの会議室へ通された。そこに集まったのは、最近大変なへまをやらかしたNFLの元審判のオーウェン、能天気なイタリア人観光客のエンリコ・ポリーニ、その日再会を果たしたばかりの親子ベラとメリル、家族旅行を名目にギャンブル目当てでラスベガスへやって来たランディ、ホテル内で詐欺を働こうとする間抜けな兄弟のドゥエインとブレイン、そして友人の婚前パーティーへやって来た皮肉屋の若弁護士ニックらだった。
そんな何も知らされていない彼らの前に、ベネチアン・ホテルのオーナーで大富豪のドナルド・シンクレアが現れる。シンクレアは、ラスベガスから1000km先のニューメキシコ州・シルバーシティへ一番早く着いたものに200万ドルを進呈すると言う。手短に説明を終えたシンクレアはルールなしがルールであると彼らに告げると、早速スタートを宣言。集められた8人は半信半疑に顔を見合わせるのだが、イタリア人のポリーニが素早いスタートを切ったことで、ニックを除いた全員が我先にと階段を駆け下りた。その内、ニックもレースへの意欲を掻き立てられて、それぞれの家族や恋人を引き連れた6組の男女はシルバーシティへ向け、大金目当ての壮大なレースを繰り広げるのだった。

## キャスト

### 出走者たち
グループ名及び構成はDVDパッケージの表記に準ずる。
トンデモナポリタン
- エンリコ・ポリーニ：ローワン・アトキンソン（日本語吹替：岩崎ひろし）

イタリアからやってきた能天気な観光客（エンリコを演じるローワンはイギリス人）。天涯孤独の身でありながら、元気に日々を過ごしている。ナルコレプシーを患っており、突発的に立って寝る癖がある。
- ザック：ウェイン・ナイト（日本語吹替：石住昭彦）

エンリコを救急車で跳ねてしまった救急隊員。ドナーの心臓を運んでいる。
バックレレフリー
- オーウェン・テンプルトン：キューバ・グッディング・ジュニア（日本語吹替：落合弘治）

元NFLの審判。先週のNFLの試合のコイントスで、硬貨ではなく記念コインを使用し、そのコインの表と裏で選手と口論になり、マスコミにも大きく取り上げられた。それ以来世間の嫌われ者になってしまった。
- 運転手ガス：ポール・ロドリゲス（日本語吹替：石井隆夫）

オーウェンのせいで大金をすったタクシー運転手。
ブチギレオヤコ
- ベラ・ベイカー：ウーピー・ゴールドバーグ（日本語吹替：片岡富枝）
- メリル・ジェニングス：ラネイ・チャップマン（日本語吹替：渡辺美佐）

27年間生き別れだった親子。娘に逢いたい一身でプロを雇って探し、再会を果たした。なお、二人が出会って最初に頼んだカクテルは「ミモザ」。
ナリユキラバース
- ニック・シャファー：ブレッキン・メイヤー（日本語吹替：家中宏）

友人の婚前パーティーへやって来た、いたく法律を気にする若弁護士。ラスベガスの友人の婚前パーティーに出席するためにやってきた。
- トレイシー・フォーセット：エイミー・スマート（日本語吹替：小林さやか）

ヘリの操縦主。仕事の途中で彼氏の家によって手を振る予定が、浮気現場を目撃したせいでニックをヘリに乗せたまま大喧嘩へと発展する。
トンズラブラザー
- ドゥエイン・コディ：セス・グリーン（日本語吹替：桐本琢也）
- ブレイン・コディ：ヴィンス・ヴィーラフ（日本語吹替：乃村健次）

カジノで詐欺を働こうとベネチアン･ホテルにやってきた間抜けな兄弟。弟のブレインは、耳や乳房にピアスを付けているピアス男。最近は自分の舌にもピアスを付けたがその代わり上手く喋れなくなってしまった。そんな弟ブレインを、保護者代わりの兄ドゥエインはよく理解し、よく喋れないブレインの言葉も理解している。
デッパラファミリー
- ランディ・ピア：ジョン・ロヴィッツ（日本語吹替：後藤哲夫）
- ビバリー・ピア：キャシー・ナジミー（日本語吹替：小宮和枝）

休暇で「デビッド・カッパーフィールド」のショーを観にラスベガスにやってきたユダヤ人系の家族。だが父親のランディは家族サービスではなくカジノが目当て。ホテルに来て早速カジノでスロットを回し、「コイン」を手にする。

### その他
- ドナルド・シンクレア：ジョン・クリーズ（日本語吹替：大木民夫）

8人をレースに招きいれた億万長者。趣味はギャンブルで、身近な出来事を長者仲間とよく賭けをしている。
- ハロルド：デイヴ・トーマス（日本語吹替：伊藤和晃）
- リス売り：キャシー・ベイツ（日本語吹替：秋元千賀子）
- レインボーハウスのナース：コリーン・キャンプ
  - その他の声の吹き替え宮寺智子／小林沙苗／小室正幸／杉本ゆう／山野井仁／滝沢ロコ／菊池いづみ／遠藤純一／堀江真理子／丸山純路／木村雅史／佐々木健／園田恵子／村竹あおい

## スタッフ
- 監督：ジェリー・ザッカー
- 音楽：ジョン・パウエル
- 製作：ジェリー・ザッカー、ジャネット・ザッカー、ショーン・ダニエル
- 製作総指揮：リチャード・ヴェイン、ジェームス・ジャックス
- 撮影：トーマス・アッカーマン
- 編集：トム・ルイス